# 圦本尚義
圦本 尚義（ゆりもと ひさよし、1958年（昭和33年）3月12日 - ）は日本の惑星科学者。理学博士（筑波大学）。北海道大学大学院理学研究院教授、元日本地球化学会会長。
隕石の研究のため開発した同位体顕微鏡と、それを用いた太陽系の起原や進化に関する研究で知られる。レオナード・メダル、紫綬褒章受章。

## 来歴
和歌山県出身
。
1980年に筑波大学第一学群自然学類を卒業、引き続き大学院に進み、1985年に筑波大学大学院博士課程地球科学研究科を修了。
博士論文は"Anion and cation partitioning between rock-forming mineral phases"（「造岩鉱物相間の陽イオンと陰イオンの元素分配」）。

同年、日本学術振興会奨励研究員となる。
1986年、筑波大学助手となり、1992年に講師となる。
この間、1989年にはサウスダコタ鉱業技術大学シニア研究員を務めた。

1994年の東京工業大学助教授（1998年より大学院助教授）を経て、2005年に北海道大学大学院教授に就任した。

2016年日本地球化学会会長。同年3月から2020年2月までJAXA宇宙科学研究所特任教授として、同研究所の地球外物質研究グループ長も務めていた。

## 受賞・受章
- 2010年 北海道新聞文化賞[15]
- 2013年 三宅賞[8]
- 2019年 レオナード・メダル[8][16][17][18]
- 2020年 紫綬褒章[1][3][4][5][6][19]